# Contea di Kaijiang
La contea di Kaijiang (开江县S, Kāijiāng XiànP) è una contea della Cina, situata nella provincia di Sichuan e amministrata dalla prefettura di Dazhou.